# Johann II. Senn von Münsingen
Johann II. Senn von Münsingen (* um 1308; †  30. Juni 1365 in Basel) war von 1335 bis 1365 Bischof von Basel.

## Leben

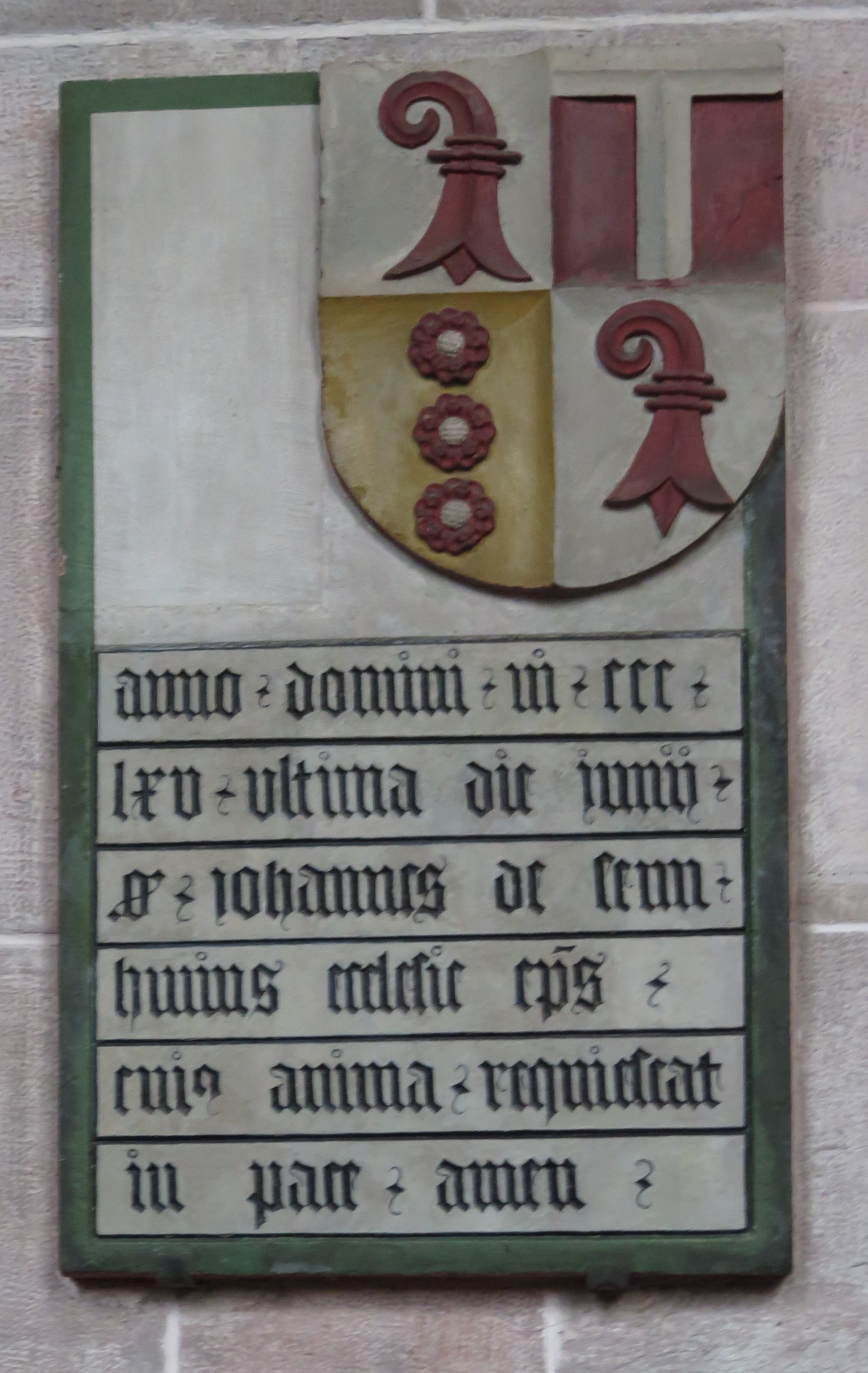
Epitaph des Bischofs Johann II. Senn von Münsingen im Basler Münster

Johann war der Sohn des Ritters Johann Senn von Münsingen und der Johanna von Buchegg, einer Tochter des Grafen Heinrich von Buchegg. Der Mainzer Erzbischof Matthias von Buchegg und der Bischof von Strassburg, Berthold von Buchegg, waren Brüder seiner Mutter.
Er war Kanoniker am Mainzer Stift St. Viktor und wurde dort 1325 von seinem Onkel, dem Erzbischof, gegen den Widerstand des Stiftes  zum Propst ernannt. 1325 wurde er Domherr in Mainz und spätestens 1334 auch Domherr in Konstanz und Basel. Von 1326 bis 1329 studierte er in Bologna die Rechte. 1335 wählte ihn das Basler Domkapitel zum Bischof, der Erzbischof von Besançon, Hugo von Vienne, verweigerte jedoch die Anerkennung. Johann begab sich daraufhin an den päpstlichen Hof nach Avignon. Die 1336 erfolgte Bestätigung als Bischof durch Papst Benedikt XII. verdankte er wohl dem Einfluss seines im Dienste des Königs von Neapel stehenden Onkels Hugo von Buchegg. Nach der Gefangennahme seines Onkels, des Strassburger Bischofs Berthold von Buchegg, durch den Domkustos Konrad von Kirkel, wurde Johann 1337 zum Administrator des Bistums Strassburg ernannt, er übte dieses Amt bis 1338 aus. Johann bemühte sich um den Wiederaufbau des durch die Kriege seiner Vorgänger stark verschuldeten und zerstörten Basels. Er kümmerte sich um die Restauration von Klöstern und Kirchen. 1337 verlieh er den Basler Handwerkern die Ratsfähigkeit. Beim Besuch Karls IV. Ende 1347 wurde das 1331 gegen Basel verhängte Interdikt aufgehoben. Johann förderte die Verehrung Kaiser Heinrichs II., er erwarb in Bamberg Reliquien von Heinrich, die nach Basel überführt wurden. In die Amtszeit Johanns fielen die Pestepidemie von 1348, in deren Folge es 1349 in Basel zu einem Judenpogrom kam, und das Erdbeben von 1356. Nach seinem Tod 1365 wurde er im Basler Münster bestattet.